# Benzisoxazole
 (mai 2025).
Si vous disposez d'ouvrages ou d'articles de référence ou si vous connaissez des sites web de qualité traitant du thème abordé ici, merci de compléter l'article en donnant les références utiles à sa vérifiabilité et en les liant à la section « Notes et références ».
Les benzisoxazoles sont une classe de composés organiques hétérocycliques, qui se composent d'un noyau benzénique fusionné avec un cycle isoxazole.

Représentation 2D de la molécule de rispéridone, une molécule antipsychotique appartenant à la classe des benzisoxazoles.

## Utilisation
Les molécules de cette classe sont largement utilisées en chimie et en pharmacologie en raison de leur large gamme d'activités biologiques et pharmacologiques. Ces composés ont été trouvés dans diverses classes de médicaments tels que les antipsychotiques, les anxiolytiques, les antiépileptiques, les antihistaminiques, les antitumoraux et les antiviraux. Ils agissent généralement en tant que ligands des récepteurs du système nerveux central, des canaux ioniques ou des enzymes.